# Levanjska Varoš
Levanjska Varoš – wieś w Chorwacji, w żupanii osijecko-barańskiej, w gminie Levanjska Varoš. W 2011 roku liczyła 303 mieszkańców.